# On (EP)
Pour les articles homonymes, voir On.
Albums de Aphex Twin
Quoth (EP)
(mars 1993) Selected Ambient Works Volume II
(mars 1994)
On est un maxi de musique électronique d'Aphex Twin. Il est sorti le 15 novembre 1993 sur le label Warp Records.

## Détails
On fut édité juste avant Selected Ambient Works Volume II. Souvent décrit comme un disque d'ambient, la piste titre On présente cependant une partie rythmique fortement abrasive.
La pochette de l'album a été réalisée par le studio The Designers Republic, qui a également dessiné un certain nombre d'autres pochettes du label Warp. Le titre de l'album n'est mentionné qu'à un seul endroit : dans la liste des titres du maxi. La pochette contient le logo traditionnel d'Aphex Twin, ainsi que son nom en haut à gauche. En revanche, le texte « Madreporic Plate » apparaît juste en dessous du logo, là où l'on s'attendrait à trouver le titre.
La sortie du maxi On fut accompagnée d'un disque de remixes de la plage titre, généralement nommé On Remixes ou On (Remixes) (le titre de ce disque, à l'instar du maxi original, n'étant pas mentionné sur la pochette). Il contient quatre pistes, décrits sur la liste des titres comme étant des remixes de « On », l'un par µ-Ziq, l'autre par le groupe Reload et les deux derniers par James lui-même. Le statut réel de ces deux derniers remixes est discutable : « On (D-Scape Mix) » est en fait un remix de « D-Scape » et contient principalement des bruits de succion. « On (28 Mix) » ne ressemble en rien à l'original et il a été supposé qu'il s'agirait du 28e morceau de Selected Ambient Works Volume II, non inclus sur cet album.
« On » a donné lieu à un clip, réalisé par Jarvis Cocker, chanteur du groupe Pulp, et Martin Wallace. Elle met en scène des gouttes d'eau synchronisées avec la musique, une séquence d'animation en volume filmée sur une plage comprenant de nombreux objets (dont un vieux scaphandre et le silhouette en carton de James) et des images de vagues.
En 2017, le webmagazine FACT considère "On" comme le 4e meilleur morceau composé par Aphex Twin : « là où Selected Ambient Works sépare les impulsions dansantes les plus douces et les plus acerbes, "On" les mélange. Les synthés brillants et glaçants rappellent Selected Ambient Works Volume II, mais la programmation de rythmes lie le tout avec du fil de fer. Cet équilibre sera rarement égalé dans ses productions ultérieures ».

## Liste des titres
| 1/A1. | On      | 7:12 |
| 2/A2. | 73-Yips | 4:19 |
| 3/B1. | D-Scape | 6:58 |
| 4/B2. | Xepha   | 5:46 |

| 1/A1. | On (D-Scape Mix) | 10:42 |
| 2/A2. | On (Reload Mix)  | 7:08  |
| 3/B1. | On (µ-Ziq Mix)   | 8:44  |
| 4/B2. | On (28 Mix)      | 6:43  |

La version américaine, éditée par Sire Records, contient seulement « On », « 73-yips » et « Xepha » dans des versions éditées, suivie par le remix d'« On » par le groupe Reload. Le packaging est également différent.
| 1. | On              | 6:49 |
| 2. | 73-Yips         | 4:13 |
| 3. | Xepha           | 5:33 |
| 4. | On (Reload Mix) | 7:07 |